# Рісоля
Рісоля (від лат. russeolus — «червонуватий; рудуватий», через фр. rissoler — «підсмажувати, підрум'янювати») — італійська назва пухких, пончиковидних крокетів, завернутих у тісто чи панірованих у формі, подібній до яйця, які смажать у фритюрі чи випікають. Їх наповнюють солодкими або пікантними інгредієнтами та подають як закуску, основну страву, десерт або гарнір.
Рісолі відрізняються від котлет наявністю борошняної складової; відрізняються від пиріжків не лише формою (відсутній защипни́й шов, який затягується за рахунок пухкості тіста), але, головно, особливим начинням: сальпікон, фарш, пюре, пряні овочі й трави, тертий сир.
Величина рісолей варіює від розмірів курячого яйця до гусячого та більше.

## Культурні варіації

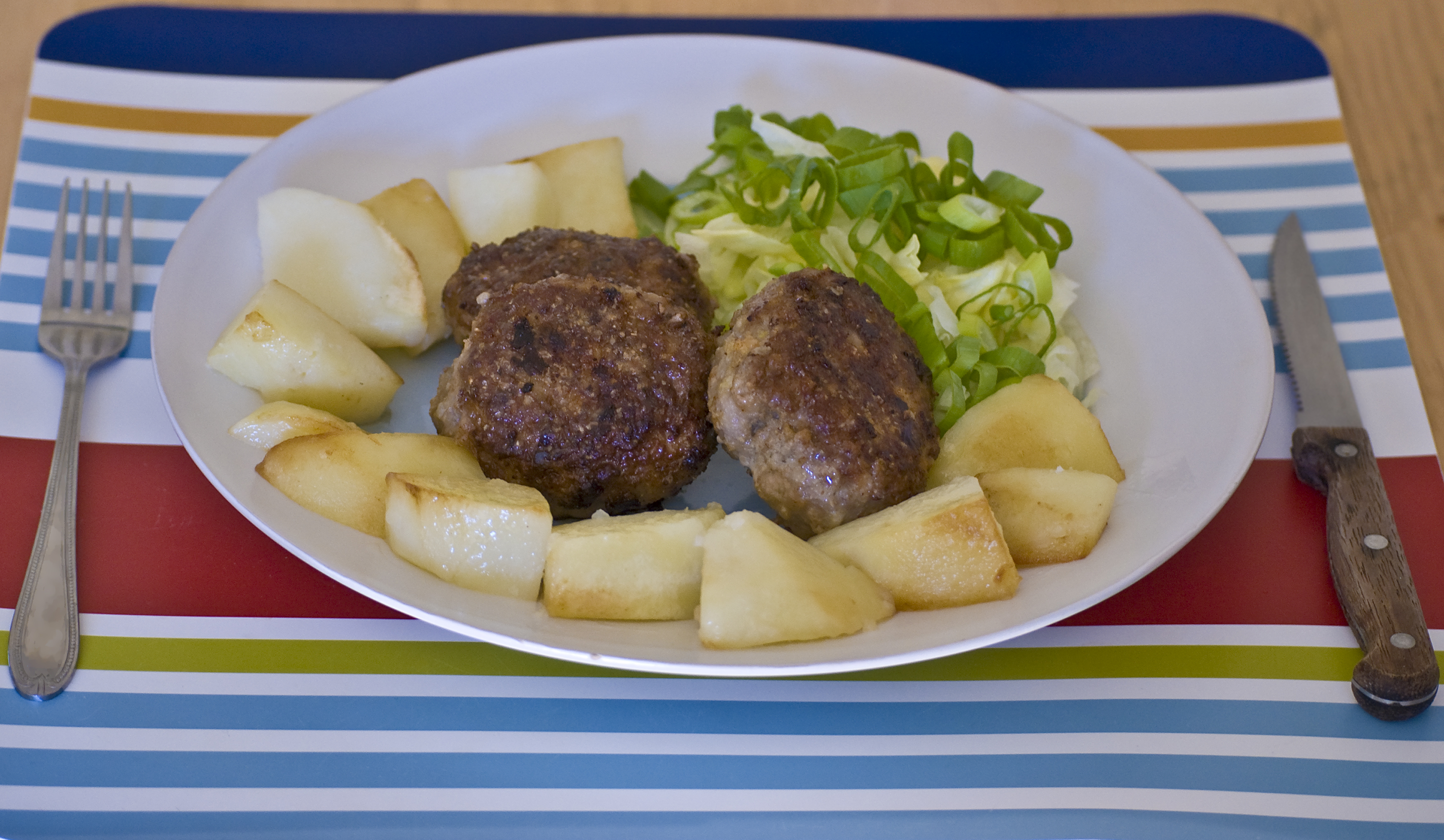
Рісоля з картоплею

### Європа
У Португалії рісолі — це дуже популярна закуска, яку можна відшукати в будь-якому кафе чи закусочній, а також на багатьох домашніх вечірках. Їх наповнюють рибою або креветками (хоча м'ясо теж часте) в соусі бешамель, і потім смажать у фритюрі, та їдять холодними.
Смажені рісолі поширені в Ірландії, особливо в графстві Вексфорд, де картопляне пюре змішують з травами, спеціями й маслом, панірують і подають із куркою чи сосисками.
Рісолі та чипси поширений вибір їжі в Уельсі та північному сході Англії. Тут у рісолі змішують солонину та картоплю, прянощі та цибулю, панірують і смажать у фритюрі.
У Польщі рісолі відомі як шніцелі та дуже розповсюджені в їдальнях, особливо шкільних. Їх їдять гарячими з гарніром із картоплі й овочів. Начиння завжди м'ясне, часто з додаванням сиру.
У Франції рісолі подають як десерт, який готують у Савої з груші в бездріжджевому тісті та запікають.

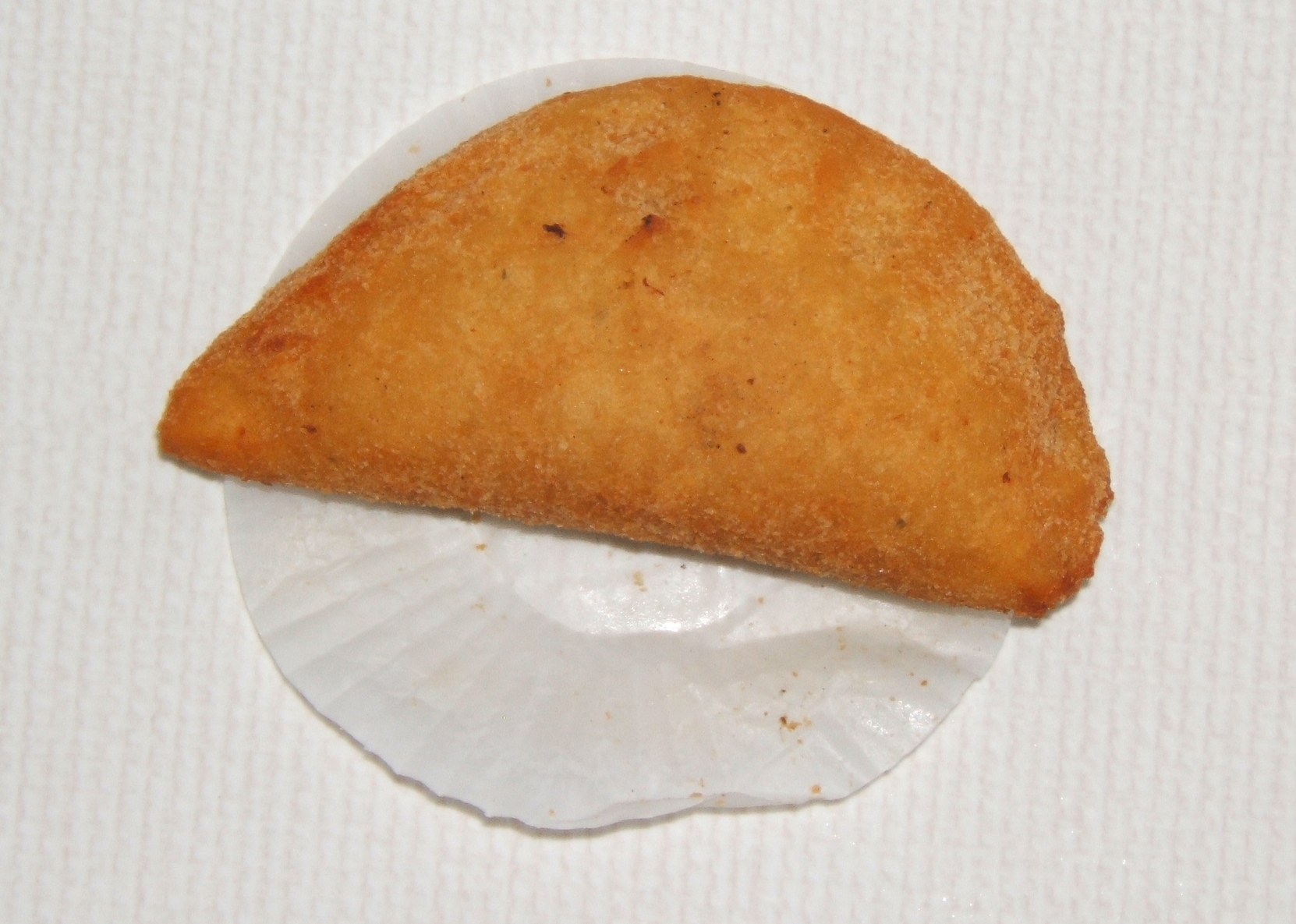
Бразилійська гостра рісоля

### Південна Америка
У Бразилії рісолі часто наповнюють кукурудзою, сиром, куркою чи креветками та додають багато прянощів.

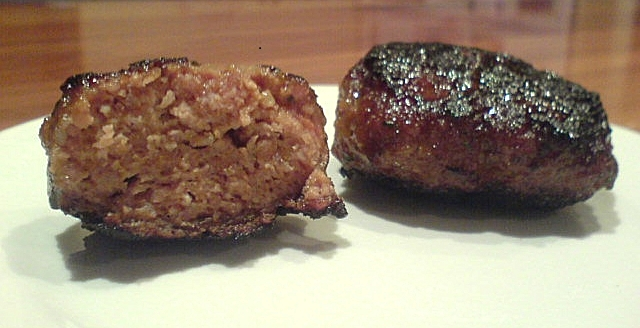
Австралійські рісолі, розрізані навпіл

### Австралія
Австралійські рісолі зазвичай роблять з фаршу без борошняного покриття, хоча інколи їх панірують.
Новозеландські рісолі дуже подібні до австралійських, проте можуть містити нарізану кубиками жовту цибулю. Їх готують на барбекю як здорову їжу впродовж літа.

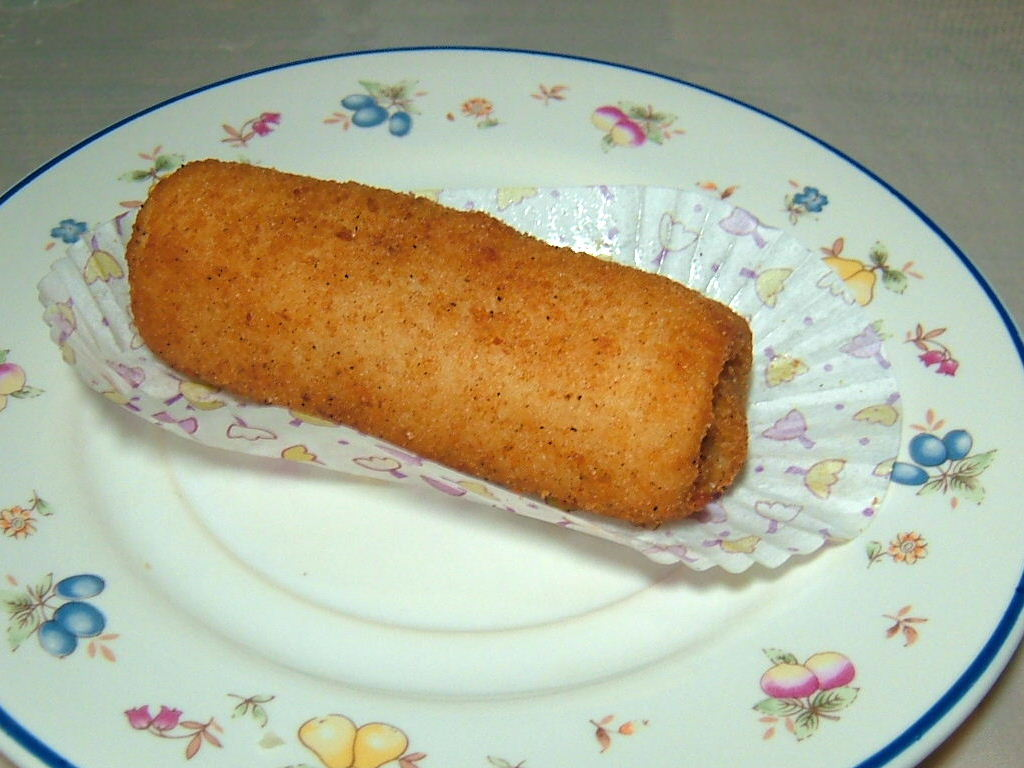
Індонезійські рісолі

### Індонезія
В Індонезії рісолі — це закуска. Тут їх назву вимовляють з двома «л». Зазвичай їх наповнюють соусом бешамель, куркою, морквою, селерою, та їдять із соусом Чилі чи гірчицею.